# 田中町 (瀬戸市)
田中町（たなかちょう）は、愛知県瀬戸市山口連区の町名。丁番を持たない単独町名である。

## 地理
- 瀬戸市の南部に位置する[8]。西を柳ケ坪町、北を矢形町・山口町、東を若宮町、南を大坪町・掛下町と隣接している[8]。
- 矢田川右岸の田園地帯であったが、国道沿線及び愛知環状鉄道山口駅南地区には、各種商店、サービス業の進出が目立つ[8]。
- 当地域は旧河道の氾濫原で、条里制遺構が見られた[9]。古地図に多くの古墳があり、中に大将塚と呼ばれる武田信玄方の武将の山田信濃守を葬った墓と言い伝えられるものもあったが、戦後の土地改良事業で消滅[9]。

### 河川
- 矢田川（山口川）[8] ： 町の南端、大坪町・掛下町との境を西流している。
- 若宮川（矢田川支流） ： 町の南東端、若宮町との町境を南流し、矢田川に注ぎ込んでいる。
- 八幡川（矢田川支流） ： 町の西端、柳ケ坪町との境を南流し、町の南西端で矢田川に注ぎ込んでいる。

- 矢田川（田中町・大坪町境）
- 矢田川と若宮川の合流点[注釈 1]
- 八幡川（田中町・柳ケ坪町境）
- 矢田川と八幡川の合流点[注釈 2]

### 学区
市立小・中学校に通う場合、学区は以下の通りとなる。また、公立高等学校に通う場合の学区は以下の通りとなる。
| 番・番地等 | 小学校               | 中学校             | 高等学校 |
| ---------- | -------------------- | ------------------ | -------- |
| 全域       | 瀬戸市立幡山東小学校 | 瀬戸市立幡山中学校 | 尾張学区 |

## 歴史

### 町名の由来
町名設定の際に、旧山口村字田中の小字名を採って田中町にしたと推察される。田の中に発展した地域で、古くから田中と呼ばれていた。

### 沿革
- 1981年（昭和56年）3月31日 - 瀬戸市大字山口字田中の一部により、同市田中町として成立[2]。

## 世帯数と人口
2024年（令和6年）2月1日現在の世帯数と人口は以下の通りである。
| 町丁   | 世帯数  | 人口  |
| ------ | ------- | ----- |
| 田中町 | 311世帯 | 664人 |

### 人口の変遷
国勢調査による人口の推移
| 1995年（平成7年）  | 447人 | [ 13 ] |  |
| 2000年（平成12年） | 449人 | [ 14 ] |  |
| 2005年（平成17年） | 560人 | [ 15 ] |  |
| 2010年（平成22年） | 599人 | [ 16 ] |  |
| 2015年（平成27年） | 558人 | [ 17 ] |  |
| 2020年（令和2年）  | 679人 | [ 18 ] |  |

### 世帯数の変遷
国勢調査による世帯数の推移。
| 1995年（平成7年）  | 189世帯 | [ 13 ] |  |
| 2000年（平成12年） | 203世帯 | [ 14 ] |  |
| 2005年（平成17年） | 245世帯 | [ 15 ] |  |
| 2010年（平成22年） | 270世帯 | [ 16 ] |  |
| 2015年（平成27年） | 252世帯 | [ 17 ] |  |
| 2020年（令和2年）  | 300世帯 | [ 18 ] |  |

## 交通

### 鉄道
- 愛知環状鉄道・愛知環状鉄道線[8]山口駅 ： 町の北部にある。愛知環状鉄道線は町の南東部から北部にかけて、若宮町・山口町境に沿うように走っている。

- 愛知環状鉄道線 山口駅

### バス
瀬戸市コミュニティバス「上之山線」
- 瀬戸駅前 - 山口駅 - サンヒル上之山 - 八草駅 系統 ： 山口駅バス停

- 山口駅バス停

### 道路
- 国道155号[8]・国道248号（重複区間） ： 町の中央部を南北に走っている。

## 施設
- 旧・瀬戸市立幡山東小学校 ： 1873年（明治6年）山口学校として開校[19]。1974年（昭和49年）の移転後も門とグラウンドは残っている[20]。
- 瀬戸市立幡山東保育園[8] ： 1954年（昭和29年）6月1日に開園し、1984年（昭和59年）4月1日に現在の建物に改築[21]。定員は135人。障害児保育にも対応[22]。
- 山口公民館[8] ： 1980年（昭和55年）竣工[23]。住民相互の親睦と連帯感を育む町づくりの推進などを目標に運営[24]。
- 瀬戸警察署 山口駐在所 ： 瀬戸市内にある4つの駐在所のうちの1つ[25]。
- 葬儀会館ティア瀬戸南 ： 株式会社ティアの葬儀場[26]。150名収容の大ホールと家族葬対応ホールがある[26]。
- みなくるらんど ： 矢田川の河川敷を整備した広場。

- 旧・瀬戸市立幡山東小学校
- 瀬戸市立幡山東保育園
- 山口公民館
- 瀬戸警察署 山口駐在所
- 葬儀会館ティア瀬戸南
- みなくるらんど

## その他

### 日本郵便
- 郵便番号 : 489-0961[6]（集配局：瀬戸郵便局[27]）。